# Марамуреш (окръг)
Окръг Марамуреш e окръг в област Трансилвания в Румъния.

## Градове
- Бая Маре
- Сигет
- Борша
- Вишеу де Сус
- Бая Сприе
- Търгу Лапуш
- Сейни
- Кавник

## Туристически обекти
Дървените църкви в Марамуреш
Дървените църкви в Марамуреш представляват ансамбъл от осем забележителни примера на различни архитектурни решения от различни периоди и райони. Те са тесни и високи, с дълги кули по западния край на сградата. Затова са възприемани като израз на местната уникалност на културата на тази планинска зона на Румъния.
Църквите са част на световното културно наследство, описано от ЮНЕСКО.
Веселото гробище в Сапънца
Веселото гробище е гробище в населеното място Сапънца, окръг Марамуреш, известно с интересно изрисуваните си кръстове на гробовете – картини, които наивно и естествено представят сцени от живота и труда на погребаните там хора. По някои от надгробните паметници има издялани стихове, в които се припомнят (често с хумор) делата и професиите на починалите.